# سم واتسون
سم واتسون (انگلیسی: Sam Watson; ۲۷ فوریهٔ ۲۰۰۶) سنگ‌نورد اهل ایالات متحده آمریکا است. وی از سال ۲۰۲۱ میلادی تاکنون مشغول فعالیت بوده است.